# غولومجون عبدولاييف
غولومجون عبدولاييف (بالأوزبكية: Гуломжон Абдуллаєв)، من مواليد 11 نوفمبر 1998، هو مصارع حر أوزبكي، شارك في عدة مناسبات رياضية، وأهمها تحقيق الميدالية الفضية في دورة الألعاب الأولمبية التي استضافتها العاصمة الفرنسية باريس عام 2024.

## أنظر أيضا
- رازامبيك جمالوف